# 奧姆蘇克昌區

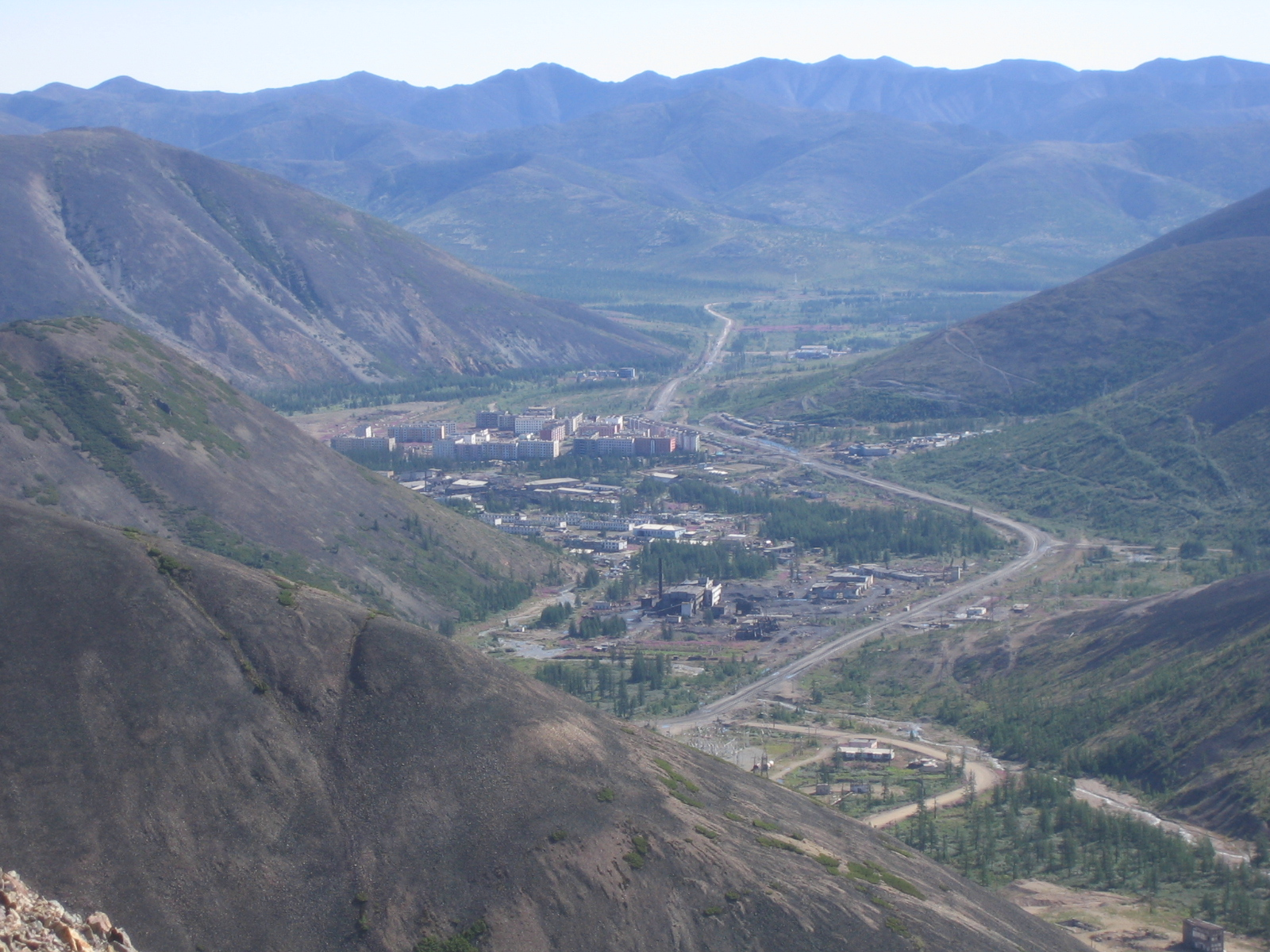

63°00′N 156°20′E / 63.000°N 156.333°E
奧姆蘇克昌區（俄语：Омсукчанский район），是俄羅斯的一個區，位於該國東北部，由馬加丹州負責管轄，面積60,400平方公里，2010年人口5,531，人口密度每平方公里0.09人。